# GJ8マン
GJ8マン（ジー・ジェイ・エイトマン）は、さくらももこによって作られた郡上八幡をイメージしたキャラクターである。

## 概要
さくらももこが郡上八幡に魅了され、一方的に郡上八幡を愛し、頼まれもしないのに、郡上八幡のキャラクターを勝手に考え出した。
2016年10月5日発売のグランドジャンプ21号（集英社）ではGJ8マンの特集ページが組まれ、「GJ」つながりということで、「GJ8マンはグランドジャンプ5周年記念キャラクター!?」と紹介されたほか、表紙にもGJ8マンが描かれた。10月8日には、短編アニメーションがYouTubeの公式アカウントで配信された。短編アニメーションは、毎月8日に配信されている。2018年8月15日にさくらが逝去し、9月のアニメの配信が見送られたが、10月に再開。今後も制作を継続することが発表された。
短編アニメは2021年8月8日で最終話が終了。新作の製作が発表されていたが、2023年6月8日に諸般の事情によりしばらくの間制作を見送りすることが発表された

## 短編アニメ
2016年10月8日より配信開始。郡上八幡でのんきに暮らす男子学生が変身し、郡上八幡の水を武器に悪を倒すヒーロー。全身水色のいでたちで首にスカーフを巻き、郡上八幡の水が入った水筒を肩から下げている。悪を倒した後、長良川鉄道に乗って帰ってくる設定も笑いを誘う。
制作は、郡上市八幡町出身の名畑博夫が社長を務めるデザイン会社が手掛けている。
EDの長良川鉄道の車輌は、第1期は全話側面からしか描かれないが、第2期になると前面と後面が描かれるようになる。また、第2期には本作のラッピング版車輌も登場する。
2021年8月8日に「最終話？『新たな予感』」で終了。2021年10月8日から新シリーズとして「水のヒーロー GJ8マン＋」を配信予定であったが、公開延期となり、マンガ動画の「はちごろうと仲間たち」が2021年11月8日から2023年6月8日まで製作された。

### キャスト
城ゴロー・GJ8マン：BOBヒロオ
はちごろう、ヤーコ：あおきさやか
女の人（8子）：けーこ
悪者：さくらももこ
水の精：BOBヒロオ
悪のボス：ミッチー
ワルイチ：いっさ
ワルニ：KUMA
ワルミ：星屑しののめ
ナレーション：紗希

### スタッフ
原作：脚本：さくらももこ
監督・演出：BOBヒロオ
キャラクターデザイン：さくらももこ・BOBヒロオ
絵コンテ：いっさ
作画：BOBヒロオ・まっつん
背景：おとないちあき
コンポジット：草餅
主題歌：山崎燿
音楽・音響：紗希
セリフ翻訳：Tomi＆Nyika
制作：株式会社ライトエアー

### 主題歌・挿入歌
オープニングテーマ「GJ8マンのテーマ」
作詞：さくらももこ
作曲：山崎燿
歌：BOBヒロオ
エンディングテーマ「長良川鉄道の夜」
作詞：さくらももこ
作曲：山崎燿
歌：やまたろう
挿入歌「GJ8マン音頭」
作詞：さくらももこ
作曲：山崎燿
歌：ヨシケン

#### えかきうた
「GJ8マンのえかきうた」
作詞：堀田まどか
作曲：渡辺真凪
編曲：渡辺真凪・神村紗希
監修：有限会社フラワーカンパニー
歌：GJ8マン（BOBヒロオ）
「はちごろうのえかきうた」
作詞：堀田まどか
作曲：渡辺真凪
編曲：渡辺真凪・神村紗希
監修：有限会社フラワーカンパニー
歌：はちごろう（あおきさやか）
「8子のえかきうた」
作詞：堀田まどか
作曲：渡辺真凪
編曲：渡辺真凪・神村紗希
監修：有限会社フラワーカンパニー
歌：8子（けーこ）
「ヤーコのえかきうた」
作詞：堀田まどか
作曲：渡辺真凪
編曲：渡辺真凪・神村紗希
監修：有限会社フラワーカンパニー
歌：ヤーコ（あおきさやか）

## 各話リスト

### GJ8マン

#### 第1部
| 配信日        | 話数   | サブタイトル                                          | 備考                                                            |
| ------------- | ------ | ----------------------------------------------------- | --------------------------------------------------------------- |
| 2016年10月8日 | 第1話  | GJ8マンにオレはなる!!                                 |                                                                 |
| 2016年11月8日 | 第2話  | GJ8マンの初登場                                       |                                                                 |
| 2017年1月8日  | 第4話  | はちごろう登場                                        |                                                                 |
| 2017年2月8日  | 第5話  | 黒いカラス                                            |                                                                 |
| 2017年3月8日  | 第6話  | いつものあの女の子をまた助けろ                        |                                                                 |
| 2017年4月8日  | 第7話  | 長良川鉄道が終電!!                                    |                                                                 |
| 2017年5月8日  | 第8話  | もうすぐ郡上おどりの季節だね! GJ8マン音頭ついに完成!! | エンディングテーマは「GJ8マン音頭」を起用。                     |
| 2017年6月8日  | 第9話  | うっとおしい季節                                      |                                                                 |
| 2017年7月8日  | 第10話 | GJ8マン音頭を練習しよう                               |                                                                 |
| 2017年8月8日  | 第11話 | はちごろうが恋!?                                      |                                                                 |
| 2017年9月8日  | 第12話 | 悪のボス登場                                          | 第1部最終話となっており、翌月8日には第1部の総集編が配信された。 |

#### 第2部
| 配信日        | 話数   | サブタイトル                     | 備考 |
| ------------- | ------ | -------------------------------- | --- |
| 2017年11月8日 | 第13話 | 郡上八幡の秋                     | 話数は第1部から継続している。 |
| 2017年12月8日 | 第14話 | 森の悪いサル                     | |
| 2018年1月8日  | 第15話 | 吊り橋を渡ってヤーコを助けろ     | |
| 2018年2月8日  | 第16話 | スキー場のワル                   | |
| 2018年3月8日  | 第17話 | 花畑はどこへ?                    | |
| 2018年4月8日  | 第18話 | おせっかいな外国人               | |
| 2018年5月8日  | 第19話 | のん気なはちごろう               | |
| 2018年6月8日  | 第20話 | イタズラ好きな双子のサッカー少年 | 一部英語字幕が表示されていない部分があったため、翌日に動画を削除し新規公開をした。 |
| 2018年7月18日 | 第21話 | セミがうるさい!!                 | 平成30年7月豪雨による被害が郡上市内でも確認されたため、配信直前の7月7日、7月18日に配信することを告知された。                                                                           |
| 2018年8月8日  | 第22話 | 踊りのシーズン本番！前編         | |
| 2018年8月18日 | 第22話 | 踊りのシーズン本番！後編         | 季節感に合わせてエンディングテーマは「GJ8マン音頭」を起用。（2回目） |
| 2018年10月8日 | 第23話 | やな漁ってなんだ？               | 8月に作者が逝去したため、9月に本エピソードの配信を見送った。エンディングの後に、今後もアニメは制作を継続するという旨をテロップで発表した。配信翌日に、一部誤りがあったため再配信した。 |
| 2018年11月8日 | 第24話 | きのこ狩り騒動                   | 第2部最終話となっており、翌月8日には第2部の総集編が配信された。 |

#### 第3部
| 配信日         | 話数   | サブタイトル                   | 備考 |
| -------------- | ------ | ------------------------------ | --- |
| 2019年1月8日   | 第25話 | 郡上八幡LOVE！前編             | 話数は第2部から継続している。2019年から月2回更新となる。                                                   |
| 2019年1月18日  | 第25話 | 郡上八幡LOVE！後編             | 一般で実施された「悪者大募集」で採用された悪者が登場。また、エンディングにはその他の投稿作品が紹介された。 |
| 2019年2月8日   | 第26話 | 山小屋のこたつ -前編-          | |
| 2019年2月18日  | 第26話 | 山小屋のこたつ -後編-          | この回から、エンディングが短縮された。                                                                     |
| 2019年3月8日   | 第27話 | 桃の節句で絶句！？ -前編-      | |
| 2019年3月18日  | 第27話 | 桃の節句で絶句！？ -後編-      | |
| 2019年4月8日   | 第28話 | 8の世界が危ない！ -前編-       | タイトルロゴの色が若干濃くなっている。この回から、前編の最後にアイキャッチが挿入された。                   |
| 2019年4月18日  | 第28話 | 8の世界が危ない！ -後編-       | |
| 2019年5月8日   | 第29話 | 新緑！城の上の決戦 -前編-      | |
| 2019年5月18日  | 第29話 | 新緑！城の上の決戦 -後編-      | |
| 2019年6月8日   | 第30話 | まさか万サか！？ -前編-        | |
| 2019年6月18日  | 第30話 | まさか万サか！？ -後編-        | |
| 2019年7月8日   | 第31話 | やぐらを守れ！ -前編-          | |
| 2019年7月18日  | 第31話 | やぐらを守れ！ -後編-          | 季節感に合わせてエンディングテーマは「GJ8マン音頭」を起用。（3回目）                                       |
| 2019年8月8日   | 第32話 | はちごろうの夏 -前編-          | |
| 2019年8月18日  | 第32話 | はちごろうの夏 -後編-          | |
| 2019年10月8日  | 第33話 | 怒りのGJ8マン - 前編 -         | 9月の配信は、都合によって休止。                                                                            |
| 2019年10月18日 | 第33話 | 怒りのGJ8マン - 後編 -         | |
| 2019年11月8日  | 第34話 | 8子とゴローと池照くん - 前編 - | 声優の須賀京介が演じる池照くんが初登場。                                                                   |
| 2019年11月18日 | 第34話 | 8子とゴローと池照くん - 後編 - | |
| 2019年12月8日  | 第35話 | ヤーコと南天玉 - 前編 -        | |
| 2019年12月18日 | 第35話 | ヤーコと南天玉 - 後編 -        | |
| 2020年1月8日   | 第36話 | 対決！GJ8マン VS 水の精 -前編- | |
| 2020年1月18日  | 第36話 | 対決！GJ8マン VS 水の精 -後編- | 第3部最終話となっており、翌月8日には第3部の総集編が配信された。                                            |

#### 第4部
| 配信日         | 話数     | サブタイトル                        | 備考 |
| -------------- | -------- | ----------------------------------- | --- |
| 2020年3月8日   | 第37話   | 探し物を探せ！ -前編-               | 話数は第3部から継続している。 |
| 2020年3月18日  | 第37話   | 探し物を探せ！ -後編-               | |
| 2020年4月8日   | 第38話   | 春のステージ！ -前編-               | |
| 2020年4月18日  | 第38話   | 春のステージ！ -後編-               | |
| 2020年5月8日   | 第39話   | 打倒！GJ8マン -前編-                | |
| 2020年5月18日  | 第39話   | 打倒！GJ8マン -後編-                | |
| 2020年6月8日   | 第40話   | 私、見たの！ -前編-                 | |
| 2020年6月18日  | 第40話   | 私、見たの！ -後編-                 | |
| 2020年7月8日   | 第41話   | へんてこな花火 -前編-               | |
| 2020年7月18日  | 第41話   | へんてこな花火 -後編-               | |
| 2020年8月8日   | 特別編   | 名探偵GJ8マン 消えた三味線 -前編-   | 初の特別編。タイトルも「名探偵GJ8マン」に変更されている。ニャガラ8号踊り場行き特別列車での事件。 |
| 2020年8月18日  | 特別編   | 名探偵GJ8マン 消えた三味線 -後編-   | |
| 2020年10月8日  | 第42話   | 町中がキャンバス！？ -前編-         | 9月の配信は、都合によって休止。 |
| 2020年10月18日 | 第42話   | 町中がキャンバス！？ -後編-         | |
| 2020年11月8日  | 第43話   | 話が止まらない！ -前編-             | |
| 2020年11月18日 | 第43話   | 話が止まらない！ -後編-             | |
| 2020年12月24日 | 第44話   | 落ち着け！ハチタクロース            | 初の8・18日以外の日に公開（クリスマスの話のため、12月24日公開）。 |
| 2021年1月8日   | 第45話   | ヤーコのカチューシャ -前編-         | |
| 2021年1月18日  | 第45話   | ヤーコのカチューシャ -後編-』       | |
| 2021年2月8日   | 第46話   | 8子の胸キュン☆ワンダーランド -前編- | |
| 2021年2月18日  | 第46話   | 8子の胸キュン☆ワンダーランド -後編- | |
| 2021年3月8日   | 第47話   | 8の世界がまっさかさま！？ -前編-    | |
| 2021年3月18日  | 第47話   | 8の世界がまっさかさま！？ -後編-    | |
| 2021年4月8日   | 第48話   | 決戦！魂の三番勝負 -前編-           | |
| 2021年4月18日  | 第48話   | 決戦！魂の三番勝負 -後編-           | 第4部最終話となっており、翌月8日には第4部の総集編が配信された。6月、7月はアニメは配信されず、5月28日、6月8日、6月18日、6月28日にはえかきうたの動画が、7月にスペシャル動画として『アニメGJ8マンに登場する！郡上八幡スポット紹介』が配信された。 |
| 2021年8月8日   | 最終話？ | 新たなる予感                        | GJ8マンとしての最終話 |

### 水のヒーロー　GJ8マン＋
第1話は2021年（令和3年）10月8日に公開予定であったが、諸般の事情で延期となっっている。代わりに10月8日は「GJ8マン 5th Anniversary スペシャルムービー」が公開された。

### マンガ動画
新作短編アニメ「水のヒーロー　GJ8マン＋」の公開延期発表後の翌月から、月1回のペースで配信されている。漫画風の静止画と音楽で構成されており、声は無い。

#### はちごろうと仲間たち
はちごろうが主人公の作品。2021年11月8日から公開開始、2023年5月8日に最終話が公開された。GJ8マンはスペシャル修行のため不在となっており、第45話で初めて登場する。
| 配信日        | 話数           | サブタイトル                  | 備考 |
| ------------- | -------------- | ----------------------------- | ---- |
| 2021年11月8日 | 第1話          | はちごろうと仲間たち          |      |
| 2022年1月8日  | 第2・3・4・5話 | はちごろうとワルイチ          |      |
| 2022年2月8日  | 第6・7・8話    | はちごろうとワルニィ          |      |
| 2022年3月8日  | 第9・10・11話  | はちごろうと8子               |      |
| 2022年4月8日  | 第12・13・14話 | はちごろうとヤーコ            |      |
| 2022年5月8日  | 第15・16・17話 | はちごろうとワルミ            |      |
| 2022年6月8日  | 第18・19・20話 | はちごろうとおかしな招待状    |      |
| 2022年7月8日  | 第21・22・23話 | はちごろうと漢の滝行          |      |
| 2022年8月8日  | 第24・25・26話 | はちごろうとダイエット        |      |
| 2022年9月8日  | 第27・28・29話 | はちごろうと竜宮城            |      |
| 2022年10月8日 | 第30・31・32話 | はちごろうとファッション      |      |
| 2022年11月8日 | 第33・34・35話 | はちごろうとGJ8マン！？       |      |
| 2022年12月8日 | 第36・37・38話 | はちごろうと乙女な8子さん     |      |
| 2023年1月8日  | 第39・40・41話 | はちごろうとワルニィと猫      |      |
| 2023年2月8日  | 第42・43・44話 | はちごろうとヤーコと雪        |      |
| 2023年3月8日  | 第45・46・47話 | はちごろうと帰ってきたGJ8マン |      |
| 2023年4月8日  | 第48・49・50話 | ワルイチと仲間たち            |      |
| 2023年5月8日  | 第51・52・53話 | はちごろうと悪のボス          |      |